# Molnár Vid Bertalan
Molnár Vid Bertalan (Szentivány, 1813. április 14. – Budapest, 1896. szeptember 8.) Szent Ferenc kapucinus-rendi szerzetes, tábori lelkész, címzetes kanonok, apostoli protonotárius.

## Élete
1832. szeptember 15-én lépett a rendbe Csizmadia Tádé akkori szentiváni pap közbenjárására és ekkor vette fel a Bertalan nevet. 1839. április 14-én szentelték fel, 1840-ben celebrálta első miséjét. 
1843-ban ünnepi hitszónok volt Tatán, 1848-ban magyar hitszónok Bécsben, 1851-ben az olaszországi Lodiban a katonai ispotály tábori lelkésze volt. 1853-ban megalapította Szentiván község könyvtárát, melynek alapító levelét Velencében írta meg. 1859-ben a helyi plébánia számára egy Szűz Mária-képet képet adományozott. Ugyanebben az évben, a mantovai tábori kórház katonai lelkészeként megkapta a nagyon ritkán adományozott Arany Lelkészi Érdemkeresztet, a Piis Meritis-t. 1861-ben ugyancsak az olaszországi Velencében a báró Zobel 61. gyalogezred tábori lelkésze volt.  
1880-ben egy zárda építésének tervének kidolgozásához fogott, s erre egy alapítványt létesített. A zárda 1888-ban épült fel Szentivánon, s 1889-ben avatták fel. Molnár Vid Bertalan 1890-ben tartotta aranymiséjét. 
1896. szeptember 8-án hunyt el a kapucinusok budai rendházában. 1896. szeptember 11-én helyezték örök nyugalomra Győrszentivánon a régi temetőben, s ezen a napon a temetés miatt a községben munkaszüneti napot rendeltek el.

## Emlékezete
Nevét viseli Győrben a Molnár Vid Bertalan Művelődési Központ.

## Munkája
- Imák és intelmek a magyar kath. hadfiak számára. Mantova, 1861 (5. kiadás, 7. kiadás. Pest, 1864, 8. kiadás Eger, 1882 és Bpest, 1882)